# Insert
Insert – klawisz na klawiaturze komputera architektury PC. Zgodnie z przeznaczeniem i nazwą najczęstszym jego zastosowaniem jest przełączanie między trybami wstawiania (domyślny) i nadpisywania podczas wprowadzania tekstu. W programie Microsoft Word można przypisać mu zamiast tego funkcję wklejania ze schowka systemowego.

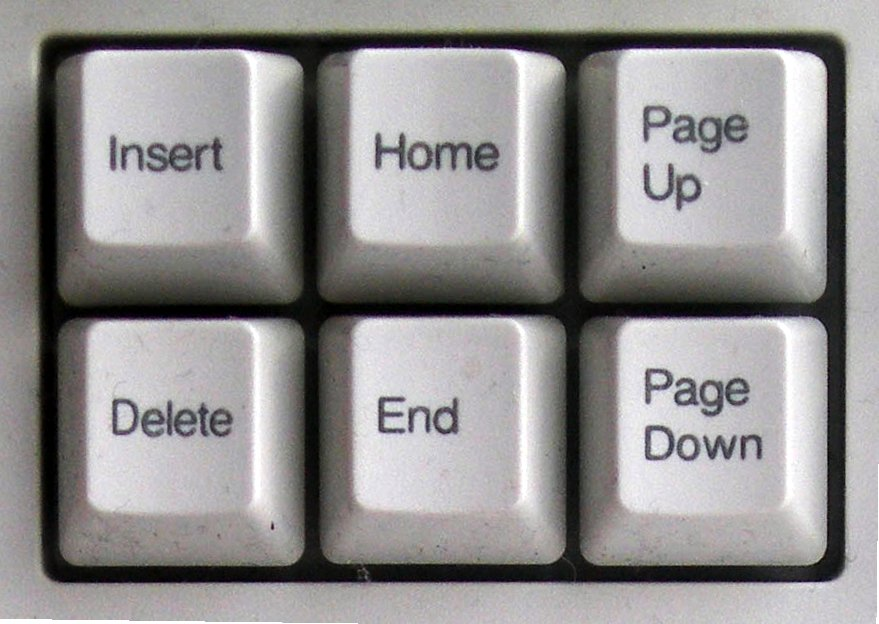
klawisz Insert (po lewej, u góry)

Nazwa na klawiaturze bywa skracana do trzyliterowca „Ins”.

## Użyteczność
Klawisz ten jest częstokroć pomyłkowo wciskany zamiast sąsiedniego klawisza Delete, który jest używany zdecydowanie częściej. W związku ze swoją podstawową funkcją przełączania między trybem wstawiania i zastępowania, jest często stosowany przez programistów podczas edycji dużych bloków, składających się z wielu podobnych linii kodu (tryb zastępowania ułatwia tu edycję przy nawigacji wyłącznie strzałkami). Istnieją klawiatury, w których klawisz Insert zastąpiono klawiszem Delete podwójnej wielkości.
Niektóre emulatory maszyn wirtualnych (np. VMWare Player) używają skrótu klawiszowego Ctrl+Alt+Insert w celu uzyskania efektu wciśnięcia kombinacji Control+Alt+Delete rejestrowanego jedynie przez system działający w maszynie wirtualnej.